# Tanjung Muning
Tanjung Muning is een bestuurslaag in het regentschap Muara Enim van de provincie Zuid-Sumatra, Indonesië. Tanjung Muning telt 1511 inwoners (volkstelling 2010).